# Clarias batrachus

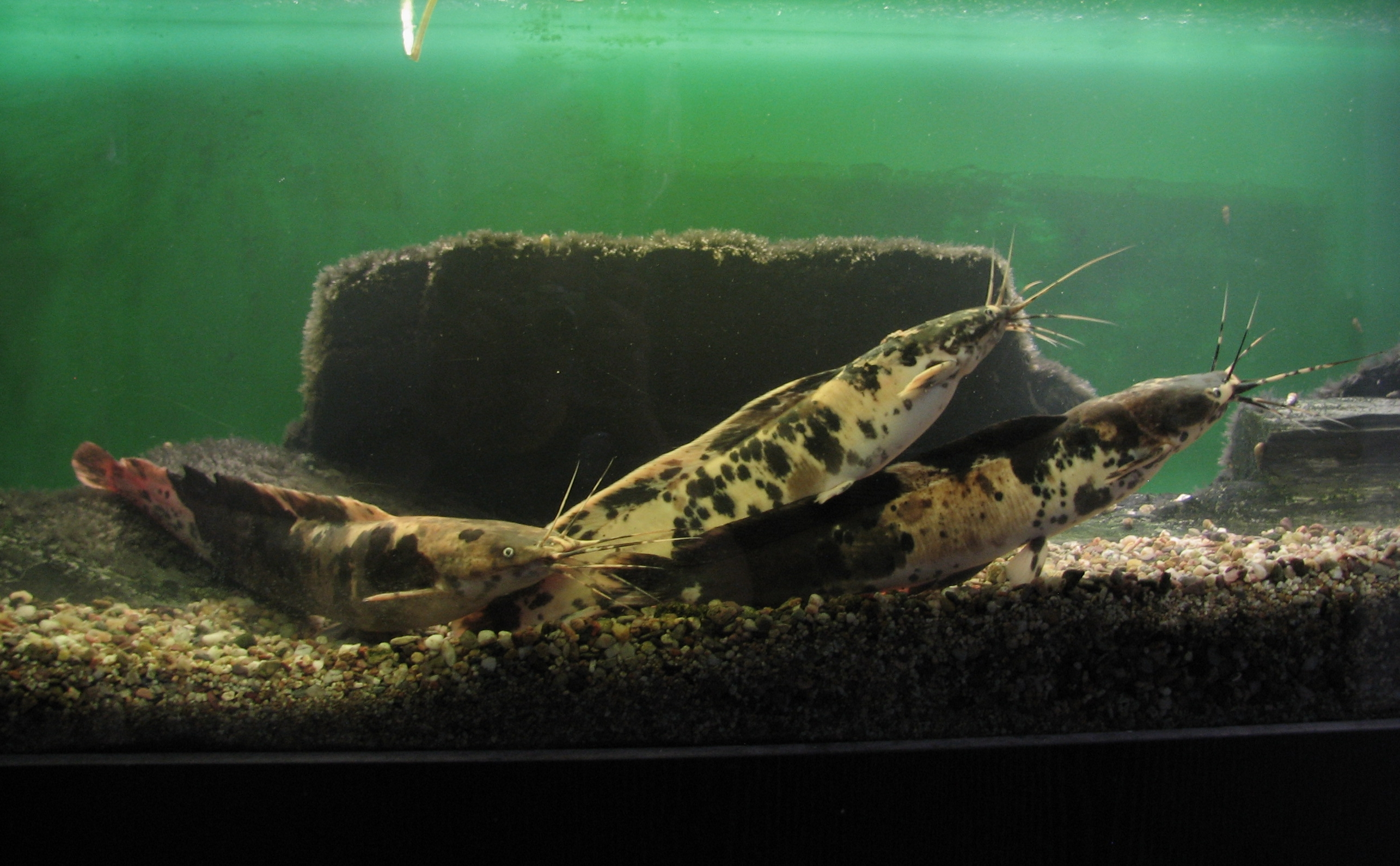
Clarias batrachus

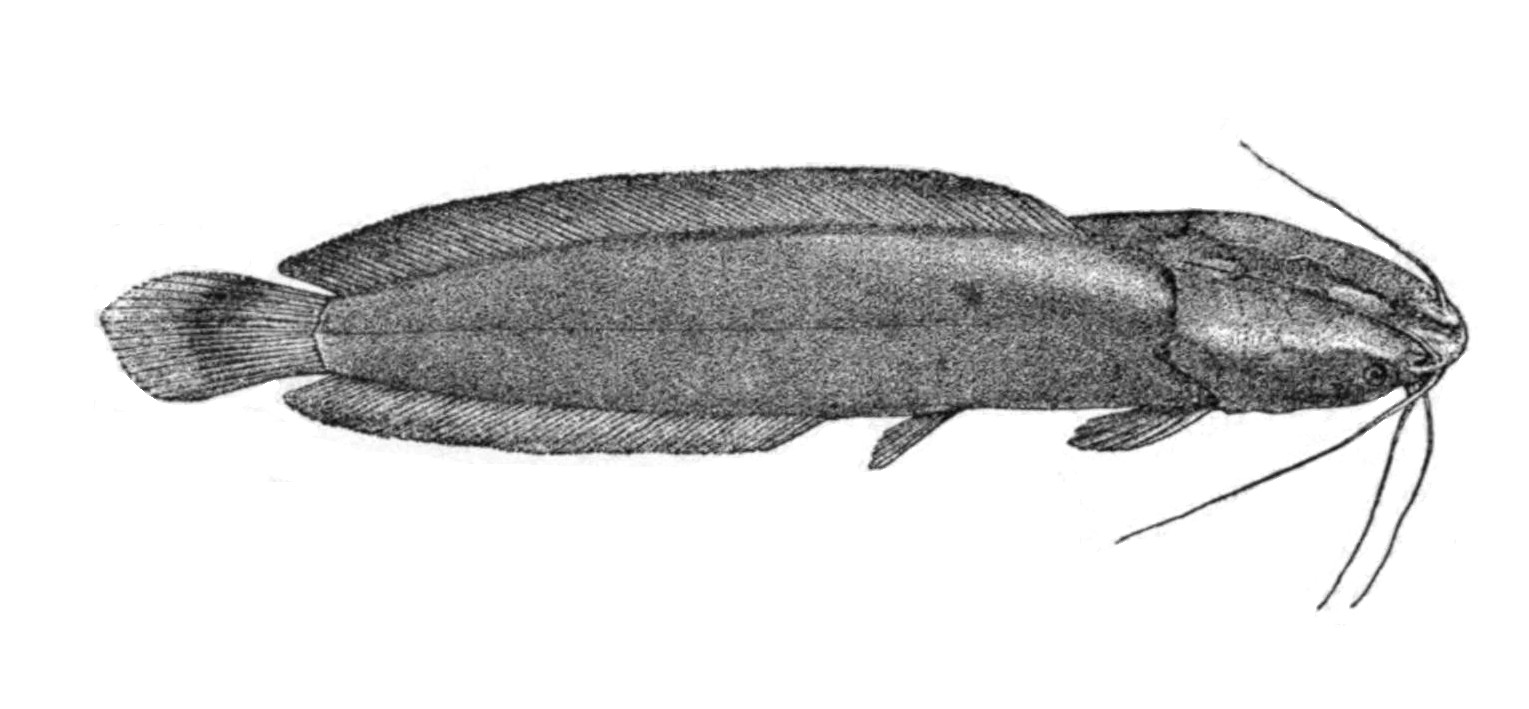
Gravat de 1889

Clarias batrachus és una espècie de peix de la família dels clàrids i de l'ordre dels siluriformes.

## Morfologia
Els mascles poden assolir els 47 cm de llargària total.
Les varietats albines són comunes i abans es venien a les botiques d'aquaris.

## Distribució geogràfica
El Clarias batrachus es troba a Sri Lanka, Sumatra, Java, Borneo i a les conques dels rius Mekong i Chao Phraya.
Aquest peix gat, conegut en anglès amb el nom de "walking catfish" (peix gat que camina), ha estat catalogat en alguns llocs com a espècie invasora que competeix fortament amb les espècies autòctones.